# Tjelovek s bulvara Kaputsinov
Tjelovek s bulvara Kaputsinov (russisk: Человек с бульвара Капуцинов) er en sovjetisk spillefilm fra 1987 af Alla Surikova.

## Medvirkende
- Andrej Mironov som Johnny First
- Aleksandra Jakovleva som Ms. Diana Little
- Nikolaj Karatjentsov som Billy King
- Oleg Tabakov som Harry McKew
- Mikhail Bojarskij som Black Jack